# Zack Snyder's Justice League
Zack Snyder's Justice League (ook bekend als Snyder-Cut) is een director's cut van de film Justice League van regisseur Zack Snyder, uitgebracht in 2021. De Snyder-Cut is gemaakt naar aanleiding van jarenlange fanprotesten en is fundamenteel anders dan de oorspronkelijke uitgebrachte film, die werd voltooid door Joss Whedon. Oorspronkelijk gepland als een vierdelige miniserie, werd het op 18 maart 2021 uitgebracht als een vier uur durende film door de streamingdienst HBO Max. De originele film maakt deel uit van de DC Extended Universe als vijfde film uit de reeks.

## Rolverdeling
| Acteur                   | Personage                             |
| ------------------------ | ------------------------------------- |
| Ben Affleck              | Bruce Wayne / Batman                  |
| Henry Cavill             | Clark Kent / Superman                 |
| Gal Gadot                | Diana Prince / Wonder Woman           |
| Jason Momoa              | Arthur Curry / Aquaman                |
| Ezra Miller              | Barry Allen / The Flash               |
| Ray Fisher               | Victor Stone / Cyborg                 |
| Amy Adams                | Lois Lane                             |
| Ciarán Hinds             | Steppenwolf (stem)                    |
| Jeremy Irons             | Alfred Pennyworth                     |
| J.K. Simmons             | James Gordon                          |
| Diane Lane               | Martha Kent                           |
| Connie Nielsen           | Hippolyta                             |
| Amber Heard              | Mera                                  |
| Joe Morton               | Silas Stone                           |
| Billy Crudup             | Henry Allen                           |
| Willem Dafoe             | Nuidis Vulko                          |
| Jared Leto               | Joker                                 |
| David Thewlis            | Ares                                  |
| Jesse Eisenberg          | Lex Luthor                            |
| Harry Lennix             | Calvin Swanwick / Martian Manhunter   |
| Joe Morton               | Silas Stone                           |
| Robin Wright             | Antiope                               |
| Joe Manganiello          | Slade Wilson / Deathstroke            |
| Ryan Zheng               | Ryan Choi                             |
| Lisa Loven Kongsli       | Menalippe                             |
| Ann Ogbomo               | Philippus                             |
| Doutzen Kroes            | Venelia                               |
| Peter Guinness           | DeSaad (stem)                         |
| Ray Porter               | Darkseid (stem)                       |
| Kiersey Clemons          | Iris West                             |
| Karen Bryson             | Elinor Stone                          |
| Kobna Holdbrook-Smith    | Detective Crispus Allen               |
| Harry Lennix             | Generaal Swanwick / Martian Manhunter |
| Carla Gugino             | Ship (stem)                           |
| Russell Crowe            | Jor-El (stem)                         |
| Billy Crudup             | Henry Allen                           |
| Kevin Costner            | Jonathan Kent (stem)                  |
| Ingvar Eggert Sigurðsson | Burgemeester                          |

## Productie
Tijdens de productie van Justice League wilde de distributeur Warner Bros. dat de film een veel minder donkere tonaliteit had dan Man of Steel en Batman v Superman: Dawn of Justice, dus pasten Snyder en scenarioschrijver Chris Terrio het script dienovereenkomstig aan. Nadat Snyder de film grotendeels had voltooid en alleen diverse visuele effecten hoefden te worden verwerkt, nam hij om familiale redenen ontslag bij de productie. In zijn plaats kreeg Joss Whedon de taak om de postproductie te voltooien, waarbij Warner Bros. naar verluidt ontevreden was over de versie van Snyder. Daarom werd Whedon, die de films Marvel's The Avengers en Avengers: Age of Ultron regisseerde voor concurrent Marvel, vooraf ingehuurd om het scenario voor Justice League te herzien en om de re-shoots te begeleiden. Snyder moest het echter leiden. Warner Bros. bepaalde ook onder meer dat de film een speelduur van 2 uur niet mocht overschrijden.

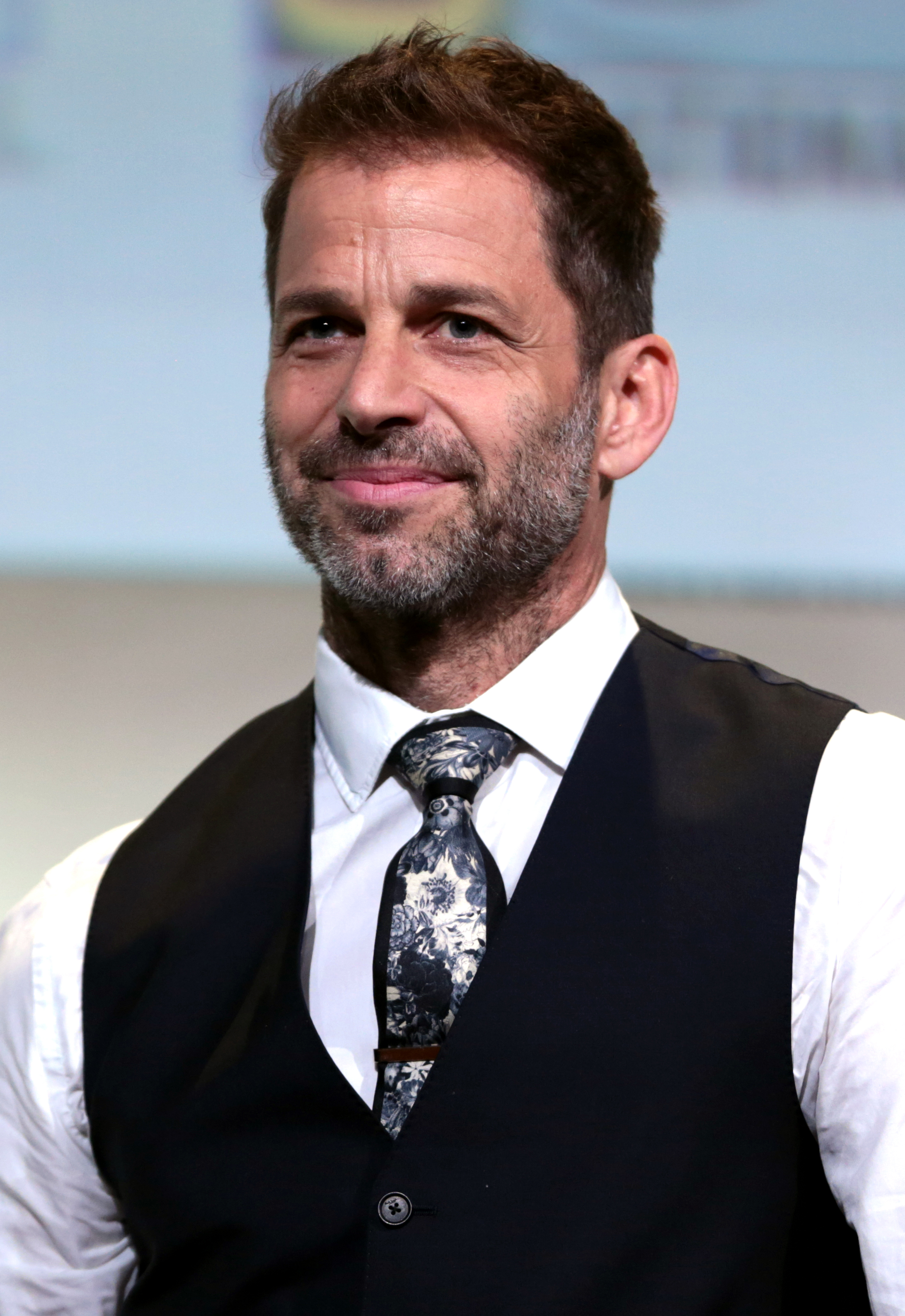
Zack Snyder, de regisseur van Justice League

Nadat Snyder het project had verlaten, nam Whedon de volledige verantwoordelijkheid voor de film op zich. Hij voegde 80 nieuwe pagina's toe aan het script en plande heropnames van twee maanden. Deze scènes waren helderder, humoristischer en minder meedogenloos dan de versie van Snyder. Om aan de speelduurvereisten te voldoen, sneed Whedon 90 minuten aan beeldmateriaal dat Snyder had geproduceerd. Volgens cameraman Fabian Wagner werd ongeveer 90% van het materiaal dat Snyder voor zijn versie bedoeld had weggegooid in de uiteindelijke bioscoopversie.
Kort nadat Justice League was uitgebracht, klaagden Snyder-fans dat de film het werk van Whedon leek te zijn in plaats van dat van Snyder, en lanceerden ze een online petitie met ongeveer 180.000 handtekeningen waarin werd opgeroepen tot publicatie van de Snyder-versie. Een beweging ontwikkelde zich vanuit de vraag onder de hashtag #ReleaseTheSnyderCut op sociale media, hoewel nog niet was bevestigd dat er een andere versie van de film bestond dan de gepubliceerde versie. Hun vermoeden werd echter bevestigd door castleden van de film, zoals Jason Momoa (Aquaman), Ray Fisher (Cyborg) en Ciarán Hinds (Steppenwolf), die de fans steunden. Twee jaar na de publicatie hebben talrijke castleden unaniem verzocht om de publicatie van de Snyder-Cut.
De hashtag #ReleaseTheSnyderCut op sociale media, zweeg ook niet en voerde verschillende campagnes uit om de publicatie van de Snyder-Cut te eisen. In juli 2019 vroegen ze bijvoorbeeld in een massabrief aan Warner Bros.-directeur Ann Sarnoff om de publicatie van de Snyder-Cut. Ook in 2019 startte een fan een crowdfunding-campagne. Hij besteedde 50 procent van de opbrengst aan een reclamecampagne om de Snyder Cut en huurde billboards en een vliegtuig met een reclamebanner te publiceren tijdens de San Diego Comic-Con. De andere helft werd gedoneerd aan de American Foundation for Suicide Prevention. Een soortgelijke campagne volgde datzelfde jaar op de New York Comic-Con. Regisseur Zack Snyder steunde deze en soortgelijke inspanningen en bevestigde in maart 2019 dat de door de fans gevraagde versie van de film beschikbaar is. Hij voegde er echter aan toe dat het de beslissing van Warner Bros is of deze versie zal worden gepubliceerd. In december 2019 plaatste Snyder een foto met het label Z.S. J.L Director heeft de vraag "Is het echt? Bestaat het? Natuurlijk wel!". Hij ging er echter van uit dat zijn versie ongepubliceerd zou blijven en dat fragmenten ooit in een documentaire zouden kunnen worden gepubliceerd.
In juli 2019 kondigde WarnerMedia zijn eigen streamingplatform aan, HBO Max. Nadat de fanprotesten voor de publicatie van Snyder's, begonnen er vanaf eind 2019 discussies bij WarnerMedia over het daadwerkelijk afronden van de Snyder-versie en het publiceren ervan. In februari 2020 nam het bedrijf uiteindelijk de beslissing om contact op te nemen met Snyder over zijn versie. Snyder presenteerde vervolgens zijn versie aan de verantwoordelijken van Warner Bros., HBO Max en DC en kon hen overtuigen, zodat de verantwoordelijken hem toestemming gaven om zijn visie op de film te voltooien. Bij de lancering presenteerde Snyder ook de mogelijkheid om de film als miniserie uit te brengen. Een week voor de release van het streamingplatform HBO Max, kondigde Snyder eindelijk aan dat zijn geknipte versie van Justice League 2021 ook op het streamingplatform zou verschijnen. In augustus 2020 maakte Snyder ook bekend dat zijn versie in eerste instantie zou verschijnen als een vierdelige miniserie met 60 minuten per aflevering. De miniserie zou dan als een vier uur durende film moeten worden uitgebracht. In januari 2021 bevestigde Snyder echter in antwoord op een fanvraag dat de nieuwe versie niet als serie zou worden uitgebracht, maar als een vier uur durende film. Daarnaast krijgt de film naar verwachting een andere titel. Voor de versie wordt echter niet alleen materiaal gebruikt dat is opgenomen voor de oorspronkelijk geplande film Justice League, maar sinds 6 oktober 2020 hebben er extra re-shoots plaatsgevonden. Het budget voor de Snyder-versie zou 70 miljoen dollar bedragen. Zack Snyder's Justice League ging in première op 18 maart 2021 in de Verenigde Staten op HBO Max.

## Muziek
De componist Tom Holkenborg, ook bekend als Junkie XL componeerde de filmmuziek. Hij had eerder een volledige filmmuziek voltooid voor de bioscoopversie van Justice League, voordat hij werd vervangen door Danny Elfman na het vertrek van Snyder en de aankomst van Whedon. Toen Holkenborg begin 2020 opnieuw werd ingehuurd om de muziek van de film te componeren, besloot hij opnieuw te beginnen en een gloednieuwe filmmuziek te maken voor de film, die uit vierenvijftig nummers bestaat en drie uur en 54 minuten duurt. De lengte van de partituur brak het lang gekoesterde 3-uurrecord van de Ben-Hur uit 1959 met bijna een vol uur en werd daarmee de langste partituur in de filmgeschiedenis.
De originele soundtrack werd uitgebracht door WaterTower Music op 18 maart 2021, dezelfde dag als de release van de film.

## Ontvangst
Op Rotten Tomatoes heeft Zack Snyder's Justice League een waarde van 71% en een gemiddelde score van 6,70/10, gebaseerd op 284 recensies. Op Metacritic heeft de film een gemiddelde score van 54/100, gebaseerd op 45 recensies. In de lijst IMDb Top 250 best beoordeelde films aller tijden volgens Internet Movie Database, staat Zack Snyder's Justice League op plaats 215.

## Prijzen en nominaties
| Jaar | Prijs                 | Categorie                     | Genomineerde(n)             | Uitslag     |
| ---- | --------------------- | ----------------------------- | --------------------------- | ----------- |
| 2021 | MTV Movie & TV Awards | Best Fight (Beste Vechtscène) | Final Fight vs. Steppenwolf | Genomineerd |